# 戈亚尼恩斯竞技俱乐部
戈亚尼恩斯竞技俱乐部是位于巴西戈亚斯州戈亚尼亚的足球俱乐部。
俱乐部主场为可容纳12 500人的安东尼奥·阿西奥利体育场，重要赛事时会使用可容纳50 049人的塞拉·多拉达体育场。

## 历史

旧版队徽

俱乐部成立于1937年4月2日，自1944年戈亚斯州足球锦标赛创办以来从未缺席，并夺得首届冠军。截至2024年共获得18次州联赛冠军和24次亚军。
1980年代开始参加全国联赛，最佳成绩是1980年在44支参赛队中获得第23名。
2003年首次从州甲级联赛降级，2005年以州乙级冠军身份回归，并在州决赛中0-1负于戈亚斯竞技俱乐部。
2008年通过巴西足球丙级联赛获得乙级升级资格。2010年起多次在巴甲和巴乙之间升降级，2022赛季排名第18位再次降级。

## 荣誉
- 巴西足球乙级联赛冠军（1次）：2016
- 巴西足球丙级联赛冠军（2次）：1990、2008
- 戈亚斯州足球锦标赛冠军（18次）：1944、1947、1949、1955、1957、1964、1970、1985、1988、2007、2010、2011、2014、2019、2020、2022、2023、2024